# Адская поездка
«Адская поездка» (англ. Hell Ride) — боевик 2008 года режиссёра Ларри Бишопа с Майклом Мэдсеном, Ларри Бишопом, Деннисом Хоппером и Винни Джонсом в главных ролях.

## Сюжет
Фильм рассказывает о байкере по имени Пистолеро (отсылка к рабочему названию «Отчаянного»), вместе с братом Франтом и команчем, мстящем банде «Три шестёрки» за смерть своей давней подруги чероки Кисум и за смерть одного из членов банды.

## В ролях
- Ларри Бишоп — Pistolero
- Майкл Мэдсен — The Gent
- Эрик Бальфур — Comanche / Bix
- Винни Джонс — Billy Wings
- Леонор Варела — Nada
- Майкл Бич — Goody Two-Shoes
- Лаура Кайот — Dani
- Джулия Джонс — Cherokee Kisum
- Деннис Хоппер — Eddie 'Scratch' Zero